# Gottfried Döhn
Gottfried Döhn (født 10. juni 1951 i Dresden) er en tysk tidligere roer, dobbelt olympisk guldvinder og tredobbelt verdensmester.

## Karriere

### Roning
I 1973 gjorde Döhn sig første gang bemærket på den internationale scene, da han var med i den østtyske firer uden styrmand, der vandt EM-guld sidste gang, dette mesterskab blev afholdt. Döhn kom derpå med i den østtyske otter, der vandt VM i 1975.
Østtyskerne var derfor favoritter ved ved OL 1976 i Montreal, hvor han stillede op i otteren sammen med Bernd Baumgart, Werner Klatt, Dieter Wendisch, Hans-Joachim Lück, Ulrich Karnatz, Roland Kostulski, Karl-Heinz Prudöhl og styrmand Karl-Heinz Danielowski. Den østtyske båd vandt det indledende heat og satte her ny olympisk rekord, og i finalen var de klart hurtigst og vandt med mere end to et halvt sekund ned til Storbritannien, der fik sølv, mens New Zealand tog bronzemedaljerne. I alt deltog 11 lande i konkurrencen.
Fra 1977 roede han firer med styrmand og var dette år samt det følgende med til at blive verdensmester i båden, mens han ikke var med da DDR genvandt titlen i 1979.
Ved OL 1980 i Moskva var Döhn tilbage i fireren med styrmand sammen med Dieter Wendisch, brødrene Ullrich og Walter Dießner samt styrmand Andreas Gregor (samme besætning, der vandt VM i 1977 og 1978), og de vandt da også deres indledende heat ganske klart. I finalen var de også suveræne og vandt guldet med et forspring på mere end fire et halvt sekund ned til Sovjetunionen på andenpladsen, mens Polen fik bronze.
Ud over de internationale titler var Döhn også med til at blive østtysk mester i fireren med styrmand i 1972, 1977 og 1978.

### Øvrige karriere
Efter sin rokarriere blev Döhn ansat i den østtyske udenrigstjeneste, hvor han arbejdede som teknisk direktør ved landets ambassade i Mali. Efter Tysklands genforening blev han repræsentant for et firma, der solgte farmaceutiske produkter.

## OL-medaljer
- 1976:  Guld i otter
- 1980:  Guld i firer med styrmand